# きのう何食べた? (テレビドラマ)
『きのう何食べた?』（きのうなにたべた?）は、よしながふみによる漫画作品『きのう何食べた?』を原作とする日本の実写映像作品シリーズ。主演は西島秀俊と内野聖陽。メイン監督中江和仁、脚本安達奈緒子により、テレビ東京を中心として製作され、テレビドラマとして2シーズンとスペシャルドラマ1作品、映画として1作品が公開された。

## シリーズ
テレビドラマのseason1にあたる第1作は、2019年4月6日（5日深夜）から6月29日（28日深夜）まで、テレビ東京系「ドラマ24」枠で放送された。
2020年1月1日にはスペシャルドラマ『きのう何食べた?正月スペシャル2020』が放送された。
2021年11月3日には、続編が『劇場版「きのう何食べた?」』として映画化され、公開された。
2023年10月7日（6日深夜）から12月23日（22日深夜）まで、テレビ東京開局60周年記念「ドラマ24」枠にてseason2がテレビ東京系で放送された。
本稿では便宜上、第1作をS1、続編となるseason2をS2の略称で表記する。

## 企画・制作
内野によると、ドラマの企画そのものはかなり前から持ち上がっていたが、2人のスケジュールがなかなか合わず同年の実現になったという。

## キャスト
- 筧史朗 - 西島秀俊[3]
- 矢吹賢二 - 内野聖陽[3]
- 小日向大策 - 山本耕史[3]
- 井上航 - 磯村勇斗[3]
- 富永 - 矢柴俊博[4]
- 富永ミチル - 真凛[4]
- 上町美江 - 高泉淳子[4]
- 上町修 - チャンカワイ[4]
- 小山志乃 - 中村ゆりか[4]
- 三宅祐 - マキタスポーツ[3]
- 麻生美香 - 松山愛里[4]
- 林田[注 2] - 遠藤史也
- 早乙女エリ - 椿弓里奈[4]
- 菊地結菜[注 3] - 中澤実子
- スーパーのお姉さん[注 4] - 唯野未歩子[4][注 5]
- 三宅玲子[注 6] - 奥貫薫[4][注 7]
- 富永佳代子 - 田中美佐子（友情出演）[注 8][3]
- 筧悟朗 - 志賀廣太郎（S1第1話 - 第5話）[6][7]→田山涼成（S1第11話 - 第12話）[8][9][3]
- 筧久栄 - 梶芽衣子[3]
- 田渕剛 - 坂東龍汰[10]（S2）
- 逸見千波 - 朝倉あき[10]（S2）

### ゲスト
※複数話にわたって出演の場合はその話数を表記

#### S1
第1話
- 今田聖子 - 佐藤仁美（第3話）
- 美容室の客・千石 - MEGUMI
- 今田の元夫・仁科 - 松永大輔（第3話）
- 千石の夫 - 垣内健吾

第2話
- 依頼人 - 神原哲
- 史朗の元彼女・仁美 - 大島葉子
- スーパー前の女性 - 中村祐美子

第3話
- 妄想ジルベール - アロハ・シェアード（第6話）
- 仁科奈央 - 安藤聡海
- 仁科大樹 - 佐藤一和

第4話
- 執刀医 - 鈴木晋介（第5話）
- マーちゃん - 後藤剛範
- マーちゃんの友人 - 斉藤一平、藤木修

第5話
- 依頼人・早川 - 川面千晶
- 筧家の隣人・瀬尾 - 酒井麻吏
- 隣家の嫁・美里 - 徳橋みのり
- 隣家の子供たち - 大平洋介、東海林詩子

第6話
- 長森夕未 - 真魚
- 生稲和彦 - 川瀬陽太

第7話
- ゲスト無し

第8話
- 本田鉄郎 - 菅原大吉
- 長島義之 - 正名僕蔵
- 隣席カップル - 遊佐航、二松桃子

第9話
- 菅沼晃一 - バッファロー吾郎A（バッファロー吾郎）
- 菅沼の結婚相手・恵 - 森碕ひろか
- 結婚パーティーの客 - 伽代子、椎名香織
- 美容室の客・妹島 - 延増静美（第10話）
- 宝飾店店員 - 斎藤加奈子

第10話
- 矢吹賢一 - 内田文吾
- 矢吹賢二（少年時代） - 吉田晴登
- 三谷まみ - 豊田真希

第11話
- ゲスト無し

第12話
- カフェ店員 - 荒井レイラ
- カフェの客 - 安倍乙、福田愛依
- 筧史朗（少年時代） - 山本楽（正月スペシャル2020）

#### 正月スペシャル2020
- 依頼人・藤沢 - 利重剛
- 三谷まみ - 宮沢りえ（特別出演）[11]

#### S2
第1話
- 美容室の客・佐藤 - 広岡由里子
- 八角堂製薬部長 - 森下能幸

第2話
- 渡辺達也 - 長友郁真
- 渡辺悟朗 - 大和壱吹、佐々木風磨
- 美容室の客 - 松並百合愛

第3話
- 航の父親 - 松尾貴史
- 納骨堂のスタッフ - 富山えり子

第4話
- 美容室の客・秋山 - 伊勢志摩
- 社長 - 岡部尚

第5話
- 伸彦 - 及川光博
- 洋菓子店スタッフ - 安藤輪子
- かぼすちゃん - 三枝ハル

第6話
- 池辺 - 諏訪太朗

第7話
- 金森諒子 - 相築あきこ
- 史朗の同級生 - なだぎ武、西慶子
- 金森晴香 - 藤井千帆
- 金森和幸 - 岡部ひろき
- 金森聡美 - 野口千優
- メガネ店店員 - 大須みづほ

第8話
- 北林敏子 - 村岡希美
- 北林盛綱 - 桜井聖
- 税関職員 - 奥田洋平
- カマラ - ソフィアR

第9話
- 美容室の客 - 安澤千草
- ラーメン店店主 - 日中泰景

第10話
- 矢吹峰子 - 鷲尾真知子
- 矢吹政江 - 明星真由美
- 矢吹智恵子 - 金谷真由美
- 出張カットの客・室田 - 高橋ひろ子
- 室田秀樹 - 北山雅康
- 室田三津絵 - 千賀由紀子
- 室田雅広 - 福吉大雅
- 室田桜 - 難波なう
- 鰻店女将 - 土肥好美

第11話
- 沢渡 - 浅野雅博
- テニスの対戦相手 - 若林大介

第12話
- ゲスト無し

## スタッフ
- 原作 - よしながふみ『きのう何食べた?』（モーニングKC刊）[3]
- 企画監修 - 神田祐介[3]
- 脚本 - 安達奈緒子[3]
- 音楽
  - S1 - 澤田かおり
  - S2 - 福島節、澤田かおり[3]
- オープニングテーマ
  - S1・スペシャル - OAU（OVERGROUND ACOUSTIC UNDERGROUND）「帰り道」（TOY'S FACTORY）[13]
  - S2 - 大橋トリオ「カラタチの夢」（A.S.A.B）[14]
- エンディングテーマ
  - S1・スペシャル - フレンズ「iをyou」（ワーナーミュージック・ジャパン）[13]
  - S2 - Bialystocks「幸せのまわり道」（PONY CANYON / IRORI Records）[14]
- 監督
  - S1・スペシャル - 中江和仁、野尻克己、片桐健滋
  - S2 - 中江和仁、松本佳奈、平田大輔[3]
- フードスタイリスト - 山崎慎也
- 法律監修 - 宇野康枝、河本みま乃
- 美容師監修 - 阿部慎時、悠馬
- 特別協力 - パナソニック、エスビー食品
- チーフプロデューサー
  - S1・スペシャル - 阿部真士（テレビ東京）
  - S2 - 祖父江里奈（テレビ東京）[3]
- プロデューサー
  - S1 - 松本拓（テレビ東京）、祖父江里奈（テレビ東京）、佐藤敦、瀬戸麻理子
  - スペシャル - 佐藤敦、瀬戸麻理子
  - S2 - 阿部真士（テレビ東京）、佐藤敦、瀬戸麻理子[3]
- 制作
  - S1 - テレビ東京、松竹
  - スペシャル・S2 - テレビ東京、avex pictures[3]
- 制作協力 - オフィス・シロウズ（S2）
- 製作著作
  - S1 - 「きのう何食べた?」製作委員会
  - スペシャル - 「きのう何食べた?正月スペシャル2020」製作委員会（講談社、テレビ東京、エイベックス・ピクチャーズ、ソニー・ミュージックエンタテインメント、トイズファクトリー、ワーナーミュージック・ジャパン）
  - S2 - 「きのう何食べた? season2」製作委員会[3]

## ロケ地
- 新小岩ルミエール商店街（東京都葛飾区新小岩）：シロさんとケンジが暮らす町の商店街[15]。
- 新小岩 中村屋（東京都江戸川区松島）：シロさんが通う、いきつけのスーパー「中村屋」として[15]（作中では中村屋が閉店しニュータカラヤが開店）。2020年9月20日に閉店した[16]。
  - 新鮮市場なかや（神奈川県座間市入谷西）：上記通り2020年9月に中村屋は閉店したため。
- みつわ台小売市場（千葉県千葉市若葉区）：中村屋（→ニュータカラヤ）閉店により、シロさんが新たに通うことを決めたスーパー「スーパー アキヨシ」として。
- 鰻割烹 伊豆榮 梅川亭（東京都台東区上野）：ケンジの母親と姉との食事会で使われた鰻店

## 評価
テレビドラマ版放映時、同じく男性同士の恋愛を扱った『おっさんずラブ』と比較されることがあったが、『おっさんずラブ』が同性愛者の葛藤などを慎重に避けて描写したファンタジー風世界であったのに対し、本作は比較的リアルに同性愛者の日常を描いていると評された。
コラムニストの吉田潮は、本作の良い点として「カップルは普通『減点方式』になってしまう、相手のイヤなところばかり目について、減点を重ね、愛情は目減りしていく」「ところがシロさんとケンジは、お互いの長所をどんどん見つけていくし、自分の悪いところは極力直していく。ふたりの愛が『加点方式』であるところが最大の長所だ」とし、また「普通は若い世代が主人公であるため老いとは無縁だが、本作は中年男性が主人公のため親の病や衰え、老いを目の当たりにするところが良い」と評価し、「親が思うほど不憫でも不幸でもなく、むしろささやかな日常を最高の幸せと感じている。それこそが本当の親孝行ではないか、と」「ゲイカップルの日常を描いたら、人類共通の救いがあって一体感が生まれた」と評している。

### 受賞歴
- 第16回コンフィデンスアワード・ドラマ賞[19]
  - 作品賞
  - 主演男優賞：西島秀俊、内野聖陽
- 第57回（2019年度）ギャラクシー賞[20][21]
  - 奨励賞・ドラマ部門
  - マイベストTV賞 第14回グランプリ
- 第101回ザテレビジョンドラマアカデミー賞[22]
  - 最優秀作品賞
  - 主演男優賞：内野聖陽[注 19][23]
  - 脚本賞：安達奈緒子
  - 監督賞：中江和仁、野尻克己、片桐健滋
- 東京ドラマアウォード 2019[24][25]
  - 連続ドラマ部門 優秀賞
  - 脚本賞（安達奈緒子）[注 20]

## 放送日程
| 各話                                                                        | 放送日        | サブタイトル                      | ラテ欄                                                                       | 監督     | 原作該当エピソード      | 視聴率 |
| --------------------------------------------------------------------------- | ------------- | --------------------------------- | ---------------------------------------------------------------------------- | -------- | ----------------------- | ------ |
| #1                                                                          | 2019年4月06日 | 舞茸炊き込みご飯&具沢山鰹のたたき | 男性カップル2人暮らし! 食費月25000円 鮭と舞茸炊き込みご飯&具沢山鰹のたたき   | 中江和仁 | #1、#3、#11、#35        | 3.2%   |
| #2                                                                          | 4月13日       | ツナマヨそうめん                  | 史朗に女の影!? 謎のメールに賢二大混乱! ツナマヨぶっかけ素麺苺ジャムトースト! | 中江和仁 | #2、#4、#7              | 3.5%   |
| #3                                                                          | 4月20日       | チキントマト煮込み                | 涙の手作り弁当…!? 史朗に謎のゲイ友達? 鮭の西京焼き&チーズ入りチキントマト煮  | 中江和仁 | #8、#11、#15、#33       | 2.7%   |
| #4                                                                          | 4月27日       | 絶品ラザニア                      | 史朗と賢二の衝撃の出合い! 絶品ラザニア&明太子ディップ!                       | 野尻克己 | #9、#16、#28            | 2.9%   |
| #5                                                                          | 5月04日       | 濃厚味噌ラーメン                  |                                                                              | 野尻克己 | #17、#18、#19           | 2.8%   |
| #6                                                                          | 5月11日       | 手羽先の水炊き鍋                  | 史朗にモテ期到来!? 司法修習生の告白…? 絶品! 手羽先の水炊き鍋&きんぴら蓮根!   | 野尻克己 | #20、#36                | 3.7%   |
| #7                                                                          | 5月18日       | 鶏雑炊&卵焼き                     | 史朗風邪をひく…ゲイ友達と波乱を呼ぶ食事会!? 鶏たっぷり雑炊&ふわふわ卵焼き!   | 片桐健滋 | #27、#28、#38、#43、#45 | 3.0%   |
| #8                                                                          | 5月25日       | 鮭と卵のちらし寿司                | 賢二が招く謎のゲイカップル…!? 男4人のホームパーティ! 鮭と卵の贅沢ちらし寿司  | 片桐健滋 | #23、#25、#26           | 2.7%   |
| #9                                                                          | 6月08日       | 具沢山ナポリタン                  | 史朗と賢二指輪を買う!? 衝撃の結婚式…! カブとツナの和風パスタ&ミネストローネ  | 片桐健滋 | #32、#37                | 3.7%   |
| #10                                                                         | 6月15日       | 絶品おかずクレープ                | 賢二の衝撃の過去! 史朗とのすれ違い…!? 絶品! ツナマヨおかずクレープ&ビール!   | 中江和仁 | #24、#34、#41、#42、#52 | 2.8%   |
| #11                                                                         | 6月22日       | ジューシーとんかつ                | 史朗の決断!? 賢二の涙…男4人のクリスマスパーティー! 厚切り豚カツ&絶品パスタ   | 中江和仁 | #31、#39、#49           | 2.6%   |
| #12                                                                         | 6月29日       | ジューシー鶏唐揚げ&エビチリ       | 史朗と賢二それぞれの決断…両親への紹介涙の結末! ジューシー鶏唐揚げ&エビチリ   | 中江和仁 | #1、#50、#53            | 3.7%   |
| 平均視聴率 3.1%（視聴率はビデオリサーチ調べ、関東地区・世帯・リアルタイム） |               |                                   |                                                                              |          |                         |        |

- ドラマ24枠シリーズ平均でタイムシフト視聴率が歴代最高で、『孤独のグルメ Season8』に次ぎ、総合視聴率は歴代2位タイ[30]。
- 第1話の見逃し配信の再生回数が155万超で、テレビ東京史上最高記録となった[31]。

| 放送日                      | ラテ欄                              | サブタイトル | 監督     | 原作該当エピソード | 備考 |
| --------------------------- | ----------------------------------- | ------------ | -------- | ------------------ | ---- |
| 2020年1月01日 22:00 - 23:30 | キャベツとあさりのベーコン煮&肉豆腐 | 第1章 3月    | 中江和仁 | #21、#42、#58      |      |
| 2020年1月01日 22:00 - 23:30 | キャベツとあさりのベーコン煮&肉豆腐 | 第2章 4月    | 片桐健滋 | #54                |      |
| 2020年1月01日 22:00 - 23:30 | キャベツとあさりのベーコン煮&肉豆腐 | 第3章 5月    | 野尻克己 | #56                |      |

| 各話 | 放送日         | サブタイトル                                  | ラテ欄 | 監督     | 原作該当エピソード                 | 視聴率 |
| ---- | -------------- | --------------------------------------------- | --- | -------- | ---------------------------------- | ------ |
| #1   | 2023年10月07日 | 男2人暮らし、再び! 愛情のカレイ煮付け         | 待望のシーズン2! 遂にシロさんとケンジが帰ってきた! 体重も物価もコレステロールも上がるこのご時世… 食費は限界を突破。 それでも恋人のために作る甘辛カレイの煮付け!    | 中江和仁 | #65、#85、#107                     | 2.8%   |
| #2   | 10月14日       | 理想の休日デート!? バターチキンカレー!        | 妄想爆発！休日の朝はウキウキお散歩デート!? カロリー消費ばっちり… 佳代子から教わった絶品バターチキンカレー&手作りチーズナンをシロさんとケンジが共同作業。           | 中江和仁 | #51、#74、#80、#147                | 2.3%   |
| #3   | 10月21日       | ハロウィンナイト! 衝撃コスプレ…金目鯛の姿蒸し | 衝撃のハロウィンパーティーナイト! 豪華中華料理… 金目鯛の姿蒸し&棒棒鶏サラダ&ステーキチャーハン。 さらにジルベールと小日向の出会いの真相… 最後はケンジのひとり飯    | 松本佳奈 | #76、#94、#110、#141               |        |
| #4   | 10月28日       | カルボナーラは別れの合図! 完璧な恋人?         | 別れた原因はカルボナーラ?! 最高に素敵な、完璧恋人のビミョーにまずい料理とは…? さらに美容室フォームに激震の予感。 三宅店長の奥さん・玲子が意味深発言…               | 松本佳奈 | #70、#86、#104                     | 2.9%   |
| #5   | 11月04日       | 史朗の元カレ登場！ 幸せ…涙のクリスマス        | シロさんの元彼、初登場！甦る９年前の出来事… タイプがドンピシャだけに強く言えなかった過去。 ケンジの行動に涙… クリスマスディナーはホロっと旨い最高のビーフシチュー  | 平田大輔 | #14、#119、#122                    | 2.2%   |
| #6   | 11月11日       | 仲良し4人で初詣！ 特製の黒豆と豚の角煮        | 仲良し４人で初詣＆カウントダウン＆ニューイヤーパーティー！ シロさん特製の黒豆と豚の角煮VS老舗料亭の高級おせち！？ そして明かされる格安家賃の秘密、実は…？？        | 平田大輔 | #67、#84、#109                     | 2.1%   |
| #7   | 11月18日       | まさかの老眼… ケンジ特製鍋焼きうどん！        | 「字が読めない…!?」 50歳目前の史朗が遂に老眼に…。 お誕生日プレゼントに眼鏡を新調。 ケンジ特製“鍋焼きうどん”＆二人きりの誕生日会は“江戸前風ばらちらし”。            | 平田大輔 | #71、#101、#103、#156              |        |
| #8   | 11月25日       | ロマンス詐欺!? シンガポールチキンライス       | 国際ロマンス詐欺!? あの夫婦に訪れた衝撃の展開…… それぞれの決断！なぜか気分はエスニック！ パクチーたっぷりシンガポールチキンライス＆チンゲン菜のエスニック炒め！    | 松本佳奈 | #102、#112、#116                   |        |
| #9   | 12月02日       | すれ違う日々… 元気づける大好物の油淋鶏        | 史朗が背中を押し、ケンジが遂に店長に！ だが、すれ違う日々… ひとりで食う晩飯はやっぱり寂しい…。 決めた！“肉、油、炭水化物！” ケンジを元気づける大好物の油淋鶏！     | 松本佳奈 | #108、#112、#114、#150             |        |
| #10  | 12月09日       | ケンジ家族と遂に対面… 鰻のフルコース！        | 史朗も決意、事務所のボスへ！ さらに…ケンジ家族と遂に対面！ 緊張の食事会は鰻フルコース！ 母から告げられる言葉に涙……。 日本酒たっぷり常夜鍋と〆はラーメンで。        | 中江和仁 | #120、#121                         |        |
| #11  | 12月16日       | 航がテニス!? リコッタチーズのパンケーキ       | 航、大活躍のテニス＆リコッタチーズのパンケーキパーティー！ さらにケンジと佳代子が念願の初対面！ アスパラ、ズッキーニ、みょうが、アジ… 夏野菜の天ぷらで家族団らん。 | 中江和仁 | #43、#76、#127、#135               |        |
| #12  | 12月23日       | 家族の形… ケンジの愛情たっぷり特製弁当        | アラフィフ史朗“老いじたく”を考える!? 間に合わなかった誕生日プレゼント… 果たして何を買うべきか？ ケンジの愛情たっぷり特製弁当！ それぞれが想う「家族の形」とは      | 中江和仁 | #116、#123、#128、#138、#145、#152 |        |

## 番組イベント
『きのう何食べた?』展
ドラマの舞台セットの再現やドラマで使用された小道具や数々の名シーンの場面写真とともに、原作コミックの複製原画も展示。会場限定のオリジナルグッズも販売される。
| 開催期間               | 開催地域 | 開催場所                       |
| ---------------------- | -------- | ------------------------------ |
| 2019年6月13日 - 7月7日 | 東京都   | 渋谷GALLERY X BY PARCO         |
| 2019年8月9日 - 9月1日  | 愛知県   | 名古屋パルコ・パルコギャラリー |
| 2019年9月4日 - 9月29日 | 大阪府   | UMEDA LOFT 4F                  |

「きのう何食べた?のごはん処」
Blu-uay / DVDの発売を記念してドラマと「THE GUEST cafe」がコラボレーションしたイベント。カフェではドラマに登場した数々のメニューを再現し、グッズショップも併設。
| 開催期間                 | 開催地域 | 開催場所                                 |
| ------------------------ | -------- | ---------------------------------------- |
| 2019年9月20日 - 11月4日  | 東京都   | 池袋パルコ本館7F・THE GUEST cafe&diner   |
| 2019年9月21日 - 10月28日 | 愛知県   | 名古屋パルコ西館8F・THE GUEST cafe&diner |
| 2019年9月27日 - 11月5日  | 大阪府   | 心斎橋161 2F・THE GUEST cafe&diner       |

『きのう何食べた?』展・東京凱旋
『きのう何食べた?』展にお正月スペシャルドラマ版の要素を加えた完全版として開催。新たな限定グッズも加えて販売される。
| 開催期間                       | 開催地域 | 開催場所                         |
| ------------------------------ | -------- | -------------------------------- |
| 2019年12月28日 - 2020年1月13日 | 東京都   | 池袋パルコ 本館7階 PARCO FACTORY |

## 映画
原作コミック第8巻の内容をベースに、『劇場版「きのう何食べた?」』（げきじょうばん きのうなにたべた）のタイトルで2021年11月3日より公開。監督の中江和仁を始め、脚本と主演はそれぞれテレビドラマ版から続投する。
劇場版で使用された原作該当エピソードは以下の通り（劇中で使用された順番）
#59、#40、#62、#30、#66、#69、#78、#64、#10、#44、#94、#61、#72、#116、#87、#82

### キャスト（映画）
- 筧史朗：西島秀俊
- 矢吹賢二：内野聖陽
- 小日向大策：山本耕史
- 井上航：磯村勇斗
- 三宅祐：マキタスポーツ
- 上町美江：高泉淳子
- 田渕剛：松村北斗（SixTONES）[48]
- 富永佳代子：田中美佐子（友情出演）
- 富永：矢柴俊博（クレジットなし）
- 上町修：チャンカワイ
- 三宅玲子：奥貫薫
- 筧悟朗：田山涼成
- 筧久栄：梶芽衣子
- スーパーのお姉さん：唯野未歩子
- 諸住直次：樋浦勉
- 矢吹峰子：鷲尾真知子

### スタッフ（映画）
- 原作：よしながふみ『きのう何食べた?』（講談社「モーニング」連載中）
- 監督：中江和仁
- 脚本：安達奈緒子
- 主題歌：スピッツ「大好物」（ユニバーサルJ / ユニバーサル ミュージック）[49]
- チーフプロデューサー：阿部真士[50]
- プロデューサー：佐藤敦[50]、瀬戸麻理子[50]、斎藤大輔
- 企画監修：神田祐介[50]
- 音楽：澤田かおり
- 撮影：柴崎幸三
- 照明：赤羽剛
- 美術：井上心平
- 装飾：櫻井啓介
- 録音：齋藤泰陽
- 編集：鈴木真一
- スタイリスト：カワサキタカフミ
- 衣装：加藤みゆき
- ヘアメイク：市川温子
- ヘアメイク（内野聖陽）：佐藤裕子、柴崎尚子
- 助監督：サノキング
- 制作担当：櫻井紘史
- スクリプター：松村陽子
- フードスタイリスト：山崎慎也
- VFXスーパーバイザー：進威志
- 音響効果：丹愛
- 企画協力：講談社
- 配給：東宝
- 制作プロダクション：エイベックス・ピクチャーズ[50]、ザフール[50]
- 製作幹事：テレビ東京、エイベックス・ピクチャーズ
- 製作：劇場版「きのう何食べた?」製作委員会

### 評価（映画）
キネマ旬報社が運営するKINENOTEの「キネ旬Review」では、映画ジャーナリストの宇野維正は「何気に現在の国内娯楽映画のジャンルでは最もグローバルなランゲージで語られている作品かもしれない」と評し、ライターの北川れい子は「愛し合う男性同士の小さな誤解やさやかな不安も、万事大ごとにはならず、美味しいものを食べて世はことも無し」とコメントし、ライターの千浦僚は「主人公ふたりの暮らしはもはや同性婚が制度化されてないことに対するゲリラ戦に見えた」と評した。

### テレビ放映
| 回数 | 放送局     | 放送日        | 放送時間      | 放送分数 | 平均世帯 視聴率 |
| ---- | ---------- | ------------- | ------------- | -------- | --------------- |
| 1    | テレビ東京 | 2023年10月1日 | 21:00 - 23:24 | 144分    | 4.9%            |

## 関連商品

### 書籍
関連書籍は原作コミックスを除く。
公式ガイド＆レシピ
劇中に登場する料理レシピを収録。
- S1：『きのう何食べた？〜シロさんの簡単レシピ〜』 講談社（2019年4月）ISBN 978-4-06-515132-7
- 劇場版：『きのう何食べた？〜シロさんの簡単レシピ2〜』 講談社（2021年10月）ISBN 978-4-06-524980-2
- S2：『きのう何食べた？〜シロさんの簡単レシピ3〜』 講談社（2023年10月）ISBN 978-4-06-531200-1

オフィシャルブック
- 『劇場版 きのう何食べた? オフィシャルブック』講談社（2023年10月）ISBN 978-4-06-524981-9

シナリオ
- 『きのう何食べた? シナリオブック ドラマ編』講談社（2023年12月）ISBN 978-4-06-524982-6 - S1および正月スペシャル2020のシナリオを収録。

### サウンドトラック
- 「きのう何食べた?」オリジナル・サウンドトラック（2019年8月28日、バップ）[52]

### ホームメディア
- 「きのう何食べた?」Blu-ray BOX（2019年9月18日）
- 「きのう何食べた?」DVD BOX（2019年9月18日）
- 劇場版「きのう何食べた?」 Blu-ray 豪華版（2022年5月18日）
- 劇場版「きのう何食べた?」DVD 豪華版（2022年5月18日）
- 劇場版「きのう何食べた?」DVD 通常版（2022年5月18日）